# Marc Boltó
Marc Boltó Gimo   (nacido el 21 de noviembre de 1995 en Tarrasa, Barcelona) es un jugador de hockey sobre hierba español.

## Carrera internacional
Empezó su carrera profesional en el Atlètic Terrassa Hockey Club (Barcelona, España).
Es medalla de plata en el Campeonato Europeo de Hockey sobre Hierba Masculino de 2019 disputado en Bélgica.

## Participaciones en Juegos Olímpicos
- Tokio 2020, octavo puesto.